# Arve Walde
Arve Grøvan Walde (Bergen, 19 maggio 1985) è un calciatore norvegese, attaccante del Sotra.

## Biografia
È il fratello di Knut Walde, anch'egli calciatore professionista.

## Carriera

### Club

#### Brann
Prodotto del settore giovanile del Brann, Walde ha contribuito alla vittoria finale del Norgesmesterskapet G19 2002. Ha debuttato in prima squadra il 21 maggio 2003, in un match valido per l'edizione stagionale del Norgesmesterskapet: ha sostituito Petter Furuseth nella sfida vinta per 1-3 in casa del Fyllingen. Il 29 maggio ha esordito nell'Eliteserien, subentrando ancora a Furuseth nella sconfitta per 0-2 contro il Bodø/Glimt.
Il 5 maggio 2004 ha segnato la prima rete ufficiale della sua carriera, nella vittoria in casa dell'Åkra per 0-9 (partita valida per il primo turno del Norgesmesterskapet). Il 31 maggio ha realizzato il primo gol nella massima divisione locale, fissando il punteggio sul definitivo 2-1 in favore del Brann contro il Lyn Oslo. Ha giocato anche la finale del Norgesmesterskapet 2004, sostituendo Raymond Kvisvik nei minuti finali del 4-1 inflitto al Lyn Oslo.
Si è svincolato al termine del campionato 2005.

#### Løv-Ham
L'8 febbraio 2006, Walde è passato al Løv-Ham, in 1. divisjon. Ha esordito con questa maglia il 17 aprile, schierato titolare nel 3-2 inflitto al Bodø/Glimt. A fine anno, il trasferimento diventò a titolo definitivo. Per la prima rete in campionato ha dovuto attendere fino al 13 maggio 2007, quando ha segnato nel 2-2 contro lo Sparta Sarpsborg. È rimasto in squadra fino al 2011, quando il Løv-Ham è retrocesso in 2. divisjon.

#### Fyllingsdalen
A seguito della fusione tra Løv-Ham e Fyllingen, è andato a giocare con il nuovo club formatosi: il Fyllingsdalen. Ha esordito con questa maglia il 14 aprile 2012: è stato schierato titolare nella vittoria casalinga per 4-2 contro il Buvik, partita in cui ha trovato anche la rete. È rimasto in squadra per un biennio, nel quale ha totalizzato 45 presenze e 12 reti, tra campionato e coppa.

#### Sotra
Nel 2014 è passato al Sotra, in 3. divisjon. Ha debuttato con questa casacca il 22 marzo, impiegato da titolare nella vittoria interna per 6-1 sull'Austevoll, sfida valida per il primo turno di qualificazione al Norgesmesterskapet. Il 21 aprile ha disputato la prima gara di campionato, in occasione del successo per 2-3 sul campo del Lyngbø. Il 5 giugno 2014 ha trovato la prima rete, nel successo per 1-3 in casa dello Smørås.

### Nazionale
Walde ha giocato 6 partite per la Norvegia under 21, con una rete all'attivo. Ha esordito il 15 gennaio 2005, sostituendo Daniel Fredheim Holm nei minuti finali della sfida vinta per 1-0 contro l'Ucraina. Ha segnato l'unica rete nella sconfitta per 2-1 contro Malta.

## Statistiche

### Presenze e reti nei club
Statistiche aggiornate al 31 dicembre 2016.
| Stagione             | Club                 | Campionato           | Campionato | Campionato | Coppe nazionali | Coppe nazionali | Coppe nazionali | Coppe continentali | Coppe continentali | Coppe continentali | Supercoppe | Supercoppe | Supercoppe | Totale | Totale |
| Stagione             | Club                 | Comp                 | Pres       | Reti       | Comp            | Pres            | Reti            | Comp               | Pres               | Reti               | Comp       | Pres       | Reti       | Pres   | Reti   |
| -------------------- | -------------------- | -------------------- | ---------- | ---------- | --------------- | --------------- | --------------- | ------------------ | ------------------ | ------------------ | ---------- | ---------- | ---------- | ------ | ------ |
| 2003                 | Brann                | ES                   | 3          | 0          | CN              | 2               | 0               | -                  | -                  | -                  | -          | -          | -          | 5      | 0      |
| 2004                 | Brann                | ES                   | 10         | 1          | CN              | 6               | 2               | -                  | -                  | -                  | -          | -          | -          | 16     | 3      |
| 2005                 | Brann                | ES                   | 8          | 0          | CN              | 2               | 0               | CU                 | 4                  | 0                  | -          | -          | -          | 14     | 0      |
| Totale Brann         | Totale Brann         | Totale Brann         | 21         | 1          |                 | 10              | 2               |                    | 4                  | 0                  |            | -          | -          | 35     | 3      |
| 2006                 | Løv-Ham              | 1D                   | 24         | 0          | CN              | 1+              | 0+              | -                  | -                  | -                  | -          | -          | -          | 25+    | 0+     |
| 2007                 | Løv-Ham              | 1D                   | 30         | 3          | CN              | ?               | ?               | -                  | -                  | -                  | -          | -          | -          | 30+    | 3+     |
| 2008                 | Løv-Ham              | 1D                   | 25         | 1          | CN              | ?               | ?               | -                  | -                  | -                  | -          | -          | -          | 25+    | 1+     |
| 2009                 | Løv-Ham              | 1D                   | 27         | 4          | CN              | 2+              | 0+              | -                  | -                  | -                  | -          | -          | -          | 29+    | 4+     |
| 2010                 | Løv-Ham              | 1D                   | 25+1       | 5+0        | CN              | 2               | 0               | -                  | -                  | -                  | -          | -          | -          | 28     | 5      |
| 2011                 | Løv-Ham              | 1D                   | 25         | 2          | CN              | 2               | 0               | -                  | -                  | -                  | -          | -          | -          | 27     | 2      |
| Totale Løv-Ham       | Totale Løv-Ham       | Totale Løv-Ham       | 156+1      | 15+0       |                 | 7+              | 0+              |                    | -                  | -                  |            | -          | -          | 164+   | 15+    |
| 2012                 | Fyllingsdalen        | 2D                   | 22         | 9          | CN              | 1               | 0               | -                  | -                  | -                  | -          | -          | -          | 23     | 9      |
| 2013                 | Fyllingsdalen        | 2D                   | 21         | 3          | CN              | 1               | 0               | -                  | -                  | -                  | -          | -          | -          | 22     | 3      |
| Totale Fyllingsdalen | Totale Fyllingsdalen | Totale Fyllingsdalen | 43         | 12         |                 | 2               | 0               |                    | -                  | -                  |            | -          | -          | 45     | 12     |
| 2014                 | Sotra                | 3D                   | 23         | 2          | CN              | 2               | 0               | -                  | -                  | -                  | -          | -          | -          | 25     | 2      |
| 2015                 | Sotra                | 3D                   | 26         | 8          | CN              | 1               | 0               | -                  | -                  | -                  | -          | -          | -          | 27     | 8      |
| 2016                 | Sotra                | 3D                   | 21         | 5          | CN              | 2               | 0               | -                  | -                  | -                  | -          | -          | -          | 23     | 5      |
| 2017                 | Sotra                | 3D                   | 0          | 0          | CN              | 0               | 0               | -                  | -                  | -                  | -          | -          | -          | 0      | 0      |
| Totale Sotra         | Totale Sotra         | Totale Sotra         | 70         | 15         |                 | 5               | 0               |                    | -                  | -                  |            | -          | -          | 75     | 15     |
| Totale               | Totale               | Totale               | 290+1      | 43+0       |                 | 24+             | 2+              |                    | 4                  | 0                  |            | -          | -          | 319+   | 45+    |

## Palmarès

### Competizioni giovanili
- Norgesmesterskapet G19: 1

Brann: 2002

### Competizioni nazionali
- Norgesmesterskapet: 1

Brann: 2004